# Britt Lomond
Britt Lomond (* 12. April 1925 in Chicago, Illinois als Glase Britt Lohmann; † 22. März 2006 in Huntington Beach, Kalifornien) war ein US-amerikanischer Schauspieler und TV-Produzent.

## Leben
Lomond wurde in Chicago geboren und wuchs in New York auf. Im Zweiten Weltkrieg diente er als Fallschirmjäger im Pazifikraum, dort wurden ihm in Anerkennung seiner herausragenden Leistungen dreimal das Purple Heart sowie der Bronze Star sowie der Silver Star verliehen. Später diente er im Koreakrieg.
Nach dem Krieg besuchte er die New York University (NYU), wo er sich dem Fechtteam anschloss. Als erfahrener Fechter qualifizierte er sich für die Olympischen Spiele 1952, an denen er allerdings aufgrund seiner beginnenden professionellen Fechtarbeit in Filmen dann doch nicht teilnehmen konnte.
Verheiratet war er 48 Jahre mit Diane Lomond, mit der er zwei Söhne hat, D. Glase und Evan.
Gestorben ist Lomond nach langer Krankheit an Nierenversagen in Huntington Beach, Kalifornien.

## Wirken
Lomond war von 1956 bis 1983 als Schauspieler aktiv und spielte insbesondere in den fünfziger und sechziger Jahren in vielen bekannten TV-Serien mit. Seine bekannteste Rolle ist die des Captain Monastario in der ersten Staffel von Disneys Zorro, die in den Jahren 1957 bis 1958 produziert wurde. Hier konnte er insbesondere seine ausgeprägten Fechtkenntnisse gekonnt in Szene setzen.
Seine weiteren Rollen bei Disney waren u. a. die Rolle des Generals George Armstrong Custer in dem Film Sie nannten ihn Komantsche von 1958 und die des Captain Paco Reyes in The Saga of Andy Burnett.
Nach seiner Filmkarriere begann er als TV-Produzent und Regieassistent hinter der Kamera zu arbeiten, so war er u. a. als Produktionsleiter für die TV-Serien Die Waltons und Falcon Crest sowie für den 1980 entstandenen Spielfilm Ein tödlicher Traum und Midnight Run – 5 Tage bis Mitternacht von 1988 tätig. Als Erster Regieassistent arbeitete er für die TV-Serien Kampfstern Galactica sowie MacGyver. In diesen Funktionen war er darüber hinaus für diverse TV-Shows in den siebziger und achtziger Jahren verantwortlich.
In den späteren Jahren verfasste er seine Memoiren und veröffentlichte sie im Jahr 1984 in dem Buch Chasing after Zorro.

## Filmografie (Auswahl)
- 1956: Highway Patrol (Fernsehserie, 1 Folge)
- 1957–1958: Zorro (Fernsehserie)
- 1959: Bat Masterson (Fernsehserie, 1 Folge)
- 1960: Wells Fargo (Fernsehserie, 1 Folge)
- 1960–1961: Wyatt Earp greift ein (Fernsehserie, 4 Folgen)
- 1961:  Perry Mason (Fernsehserie, 1 Folge)
- 1963: Die Leute von der Shiloh Ranch (Fernsehserie, 1 Folge)
- 1967: Kobra, übernehmen Sie (Fernsehserie, 1 Folge)
- 1967: Tennisschläger und Kanonen (Fernsehserie, 1 Folge)
- 1983: Simon & Simon (Fernsehserie, 1 Folge)